# Straußmühle (Deining)
Straußmühle ist ein Gemeindeteil der Gemeinde Deining im Landkreis Neumarkt in der Oberpfalz in Bayern.

## Lage
Die Einöde liegt im Oberpfälzer Jura südlich von Deining links an der Weißen Laber.

## Geschichte
Die Mühle ist seit 1450 als „Goldmannsmuhl“ nachweisbar; die Müllersleute waren Kunigunde und Leonhard Arnold. Im 16. Jahrhundert saß der Müller Pallabeckh auf der Mühle, 1649 Hans Polster, der in diesem Jahr in seiner Stube vom Blitz erschlagen wurde, ab 1833 Johann Kaiser. Dessen Nachkommen besitzen noch heute die Straußmühle. Bis zum Ende des Alten Reiches (um 1800) übte die Grundherrschaft die geistliche Gefällverwaltung Neumarkt aus; die Hochgerichtsbarkeit lag beim kurfürstlichen Schultheißenamt Neumarkt.
Im Königreich Bayern (1806) wurde der Steuerdistrikt Deining im Landgericht Neumarkt gebildet, dem auch die Straußmühle zugeordnet war. Mit dem Gemeindeedikt von 1818 wurde die Ruralgemeinde Deining geformt, der das Pfarrdorf Deining selber und die drei Mühlen Büglmühle, Roßamühle und Straußmühle angehörten.
Das Repertorium für das topographische Atlasblatt Neumarkt vermeldet 1836: „Straussmühle, E[inöde] bey Deining, 1 H[aus], 1 Mühle, (1 Mahlgang) am Lengenbach.“ Zur Mühle gehörte, wie üblich, auch ein landwirtschaftlicher Betrieb; so hielt der Straußmüller 1873 neben vier Pferden zehn Stück Rindvieh.
1959 wurde die Mühle stillgelegt. Der Sägebetrieb wurde noch einige Jahre aufrechterhalten. Der landwirtschaftliche Betrieb wurde unter dem Besitzer Manfred Kaiser um 2000 nach den Richtlinien des Ökologischen Landbaus ausgerichtet.

### Einwohnerentwicklung
- 1830: 06 (1 Haus)[9]
- 1871: 14 (5 Gebäude)[7]
- 1900: 12 (2 Wohngebäude)[10]
- 1925: 03 (1 Wohngebäude)[11]
- 1950: 12 (1 Wohngebäude)[12]
- 1961: 09 (1 Wohngebäude)[13]
- 1987: 01 (1 Wohngebäude, 2 Wohnungen)[14]
- 2017: 04[15]

## Verkehrsanbindung
Die Mühle ist über einen Anliegerweg zu erreichen, die etwa einen Kilometer südlich von Deining von der Staatsstraße 2220 nach Westen abzweigt.

## Baudenkmal
Als Baudenkmal gilt das Mühlenhaus, ein zweigeschossiger Steildachbau mit verputztem Fachwerkgiebel, der aus der 1. Hälfte des 19. Jahrhunderts stammt.